# Molise Pinot bianco
Il Molise Pinot bianco è un vino DOC la cui produzione è consentita nelle province di Campobasso e Isernia.

## Caratteristiche organolettiche
- colore: bianco paglierino con riflessi verdolini
- odore: fresco, fruttato
- sapore: delicato ed armonico, a volte leggermente vivace

## Abbinamenti gastronomici
Si consiglia con piatti a base di pesce e con gli antipasti:
- bagnet verd: acciughe dissalate in salsa verde[2]
- acciughe sotto sale, dissalate e poste sott'olio
- pasta d'acciughe

## Produzione
Provincia, stagione, volume in ettolitri
- nessun dato disponibile